# Roberto Almagià
Roberto Almagià foi historiador, geógrafo, cartógrafo, explorador e naturalista. 
Sócio da Società Geografica Italiana, da qual foi Presidente entre (1944-1945), e da Accademia Nazionale dei Lincei, coordenador do Comitê da Geografia da C.N.R..

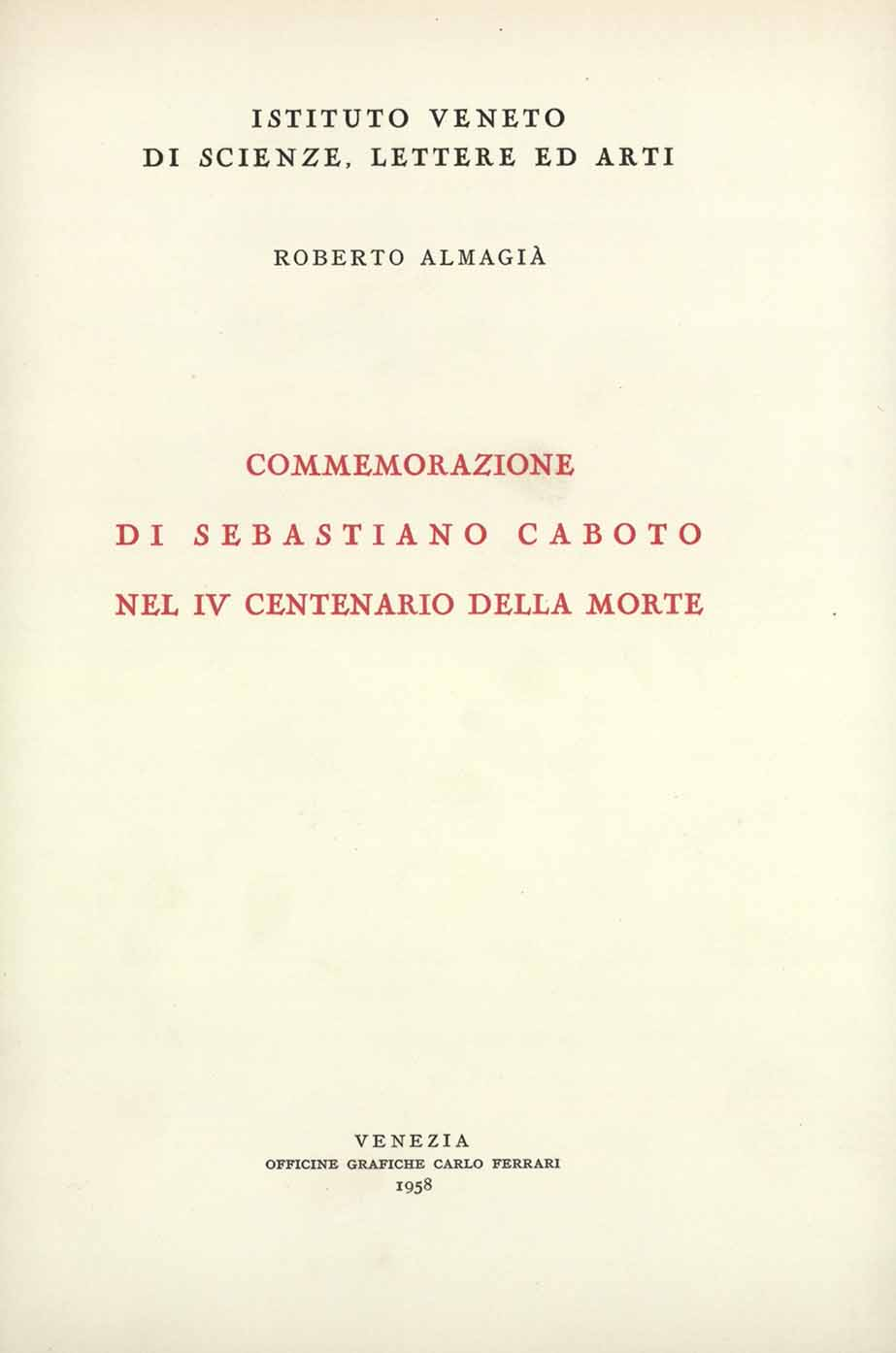
Commemorazione di Sebastiano Caboto nel 4. centenario della morte, 1958